# Pierre Antoine Marie Crozy

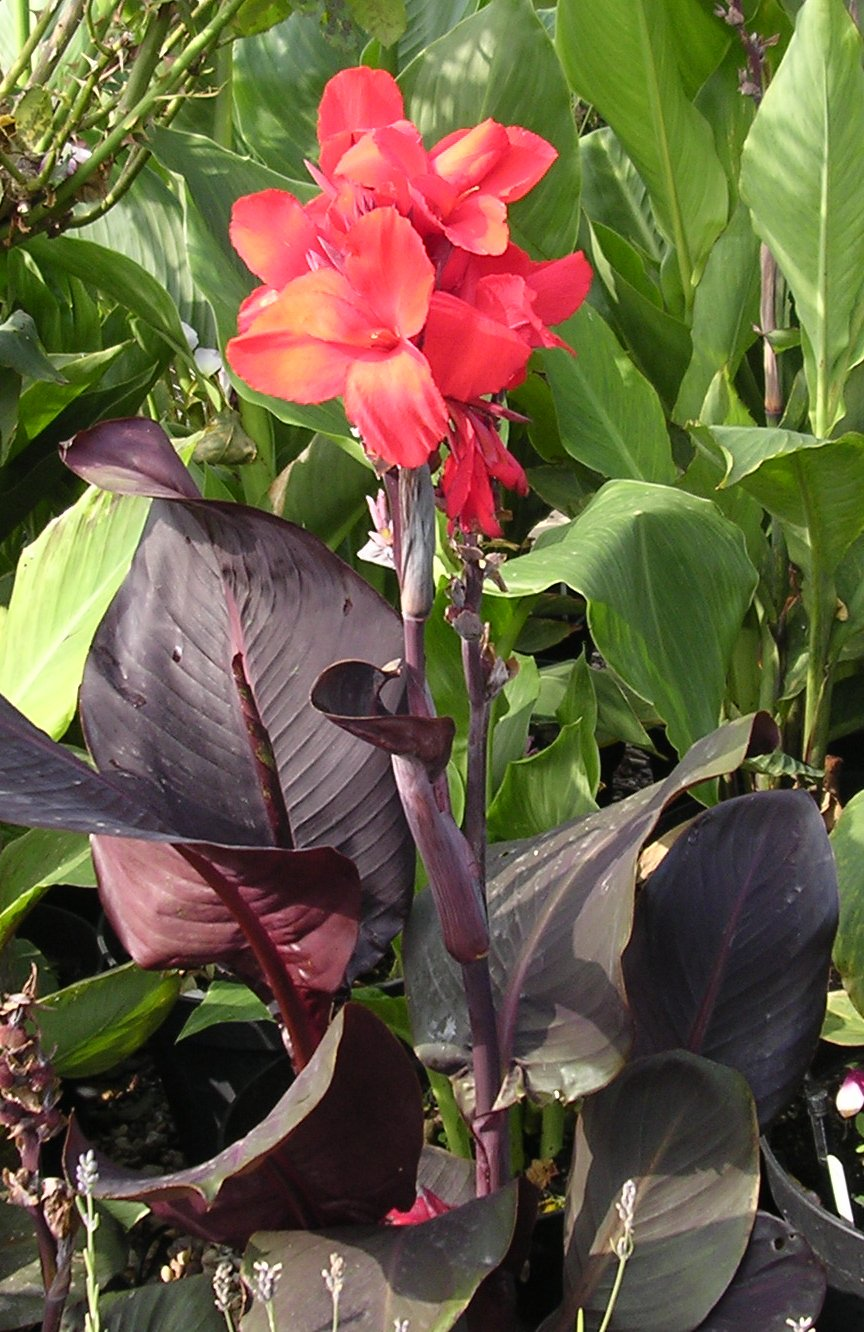
Canna "Jessie Dalebo".

Pierre Antoine Marie Crozy (1831-1903) fue un mejorador francés de rosas del siglo XIX. Era socio de la firma francesa "Avoux & Crozy", localizada en La Guillotière, Lyon. Se dedicó activamente al mejoramiento genético de las rosas durante 1850 a 1860 y luego también se dedicó a mejorar achiras (Canna) hasta su fallecimiento. Uno de los grupos cultivados de Canna recibe el nombre de "Crozy " en su honor. 
Muchas de las variedades que él obtuvo se siguen cultivando actualmente. 